# روني فرنانديز
روني فرنانديز (بالإسبانية: Ronnie Alan Fernández Sáez)، (مواليد 30 يناير 1991)، هو لاعب كرة قدم تشيلي يلعب في مركز الهجوم .
حصل روني في 2018 على لقب هدّاف دوري المحترفين السعودي 2017–18 في أول موسم له في الدوري.

## مسيرته الكروية

### الفيحاء
في 2 يوليو 2017، وقع روني عقدًا مدته ثلاث سنوات مع نادي الفيحاء السعودي مقابل 1.750.000€.
لعب أول مباراة له في 10 أغسطس ضد نادي الهلال. وسجل ضد حامل اللقب من ركلة جزاء، ولكن في النهاية خسر فريقه المباراة بنتيجة 2–1.
في نهاية الموسم حقق روني لقب الحذاء الذهبي في الدوري السعودي كأفضل هداف بعد تسجيله 13 هدف في 25 مباراة لعبها.

### نادي النصر
أعير إلى نادي النصر الإماراتي مطلع عام 2019 .

## نادي الرائد
وقع مع نادي الرائد مطلع عام 2021.

## وصلات خارجية
- روني فرنانديز على موقع قاعدة بيانات كرة القدم.إي يو (الإنجليزية)
- روني فرنانديز على موقع ناشيونال فوتبول تيمز (الإنجليزية)
- روني فرنانديز على موقع Soccerway.com (الإنجليزية)
- روني فرنانديز على موقع AS.com (الإسبانية)
- روني فرنانديز على سكروي